# Landtag Schwarzburg-Rudolstadt (1902–1905)
Dieser Artikel behandelt den Landtag Schwarzburg-Rudolstadt 1902–1905.

## Landtag
Die Landtagswahl fand am 16. Oktober 1902 statt. Die SPD erreichte sieben Sitze. Vier Sitze gingen an freisinnige, drei an konservative und zwei an nationalliberale Kandidaten.
Als Abgeordnete wurden gewählt: 
| Name                                | Partei      | Wohnort       | Kurie             | Wahlkreis                        | Anmerkung                                                       |
| ----------------------------------- | ----------- | ------------- | ----------------- | -------------------------------- | --------------------------------------------------------------- |
| Christian Friedrich Erwin Anemüller |             | Eyba          | Allgemeine Wahlen | Leutenberg                       | Ab 24. Februar 1904 für Tauscher                                |
| Paul Hugo Adolf Hermann von Bamberg | freis.      | Stadtilm      | Allgemeine Wahlen | Ilm                              |                                                                 |
| Carl Adolph Hermann Bloß            | SPD         | Rudolstadt    | Allgemeine Wahlen | Rudolstadt II                    |                                                                 |
| Johann August Emil Böttcher         | SPD         | Frankenhausen | Allgemeine Wahlen | Frankenhausen I                  |                                                                 |
| Johann Friedrich Frötscher          | SPD         | Könitz        | Allgemeine Wahlen | Königsee II                      |                                                                 |
| Otto Härtel                         | freis.      | Rudolstadt    | Höchstbesteuerte  | Landratsamtsbezirk Rudolstadt I  |                                                                 |
| Ernst Emil Hartmann                 | SPD         | Rudolstadt    | Allgemeine Wahlen | Oberweißbach                     |                                                                 |
| Maximilian Kaiser                   | SPD         | Sitzendorf    | Allgemeine Wahlen | Katzhütte                        |                                                                 |
| Wilhelm Carl Robert Kämmerer        | kons. (BdL) | Ringleben     | Allgemeine Wahlen | Frankenhausen II                 |                                                                 |
| Hermann Berthold Kirsten            | kons. (BdL) | Zeigerheim    | Allgemeine Wahlen | Blankenburg                      |                                                                 |
| August Viktor Krieger               | kons. (BdL) | Großhettstedt | Höchstbesteuerte  | Landratsamtsbezirk Rudolstadt II |                                                                 |
| Friedrich Rudolf Lüttich            | freis.      | Esperstedt    | Höchstbesteuerte  | Landratsamtsbezirk Frankenhausen |                                                                 |
| Friedrich Victor Anton Paris        | NLP         | Oberköditz    | Höchstbesteuerte  | Landratsamtsbezirk Königsee      |                                                                 |
| Friedrich Wilhelm Richter           | NLP         | Rudolstadt    | Allgemeine Wahlen | Rudolstadt I                     |                                                                 |
| Traugott Johannes Anselmus Tauscher | freis.      | Leutenberg    | Allgemeine Wahlen | Leutenberg                       | Mandat am 21. Dezember 1903 niedergelegt. Nachfolger: Anemüller |
| Philipp Ernst Venter                | SPD         | Königsee      | Allgemeine Wahlen | Königsee I                       |                                                                 |
| Franz August Wilhelm Winter         | SPD         | Frankenhausen | Allgemeine Wahlen | Schlotheim                       |                                                                 |

Der Landtag wählte unter Alterspräsident Viktor Krieger seinen Vorstand. Landtags-Director (Parlamentspräsident) wurde Fritz Lüttich. Als Stellvertreter wurde Franz Winter gewählt.
Der Landtag kam zwischen dem 20. November 1902 und dem 12. März 1904 zu 25 öffentlichen Plenarsitzungen in einer ordentlichen und einer außerordentlichen Sitzungsperioden zusammen.